# Province ecclésiastique de Reims

Province ecclésiastique de Reims du Ier siècle ap. J.-C. à 1559 (frontières de 2002)

Province ecclésiastique de Reims depuis 2002

La province ecclésiastique de Reims est une des quinze provinces ecclésiastiques de l'Église catholique en France. Elle est l'héritière de la province ecclésiastique de Belgique seconde, dont les archevêques de Reims tiraient leur titre de primat de Belgique Seconde.
Elle regroupe les diocèses suivants :
- Archidiocèse de Reims (archevêché métropolitain)
- Diocèse d'Amiens
- Diocèse de Beauvais, Noyon et Senlis
- Diocèse de Châlons-en-Champagne
- Diocèse de Langres
- Diocèse de Soissons, Laon et Saint-Quentin
- Diocèse de Troyes

## Histoire
La primatie des évêques de Reims sur la province ecclésiastique de la Belgique seconde est reconnue par Urbain II dans la bulle Potestatem ligandi du 25 décembre 1089. Les évêques de Reims ont par conséquent le titre de Primat de Belgique Seconde (ou primat de Gaule Belgique), titre restant en usage au moins jusqu'au début du XXe siècle.
Au Moyen Âge, jusqu'en 1559 (création des provinces ecclésiastiques de Malines et de Cambrai), la province de Reims comprenait douze diocèses : Reims, Châlons-en-Champagne, Soissons, Senlis, Laon, Noyon, Beauvais, Amiens, Cambrai, Arras, Thérouanne et Tournai.